# Ezekiel Anisi
Ezekiel Anisi, né le 1er septembre 1988 et mort le 24 mai 2017,, est un homme politique papou-néo-guinéen. Il est le plus jeune député de l'histoire du pays, élu de manière anticonstitutionnelle à l'âge de 24 ans, puis légalement à l'âge de 25 ans, mais meurt à la fin de son premier mandat.

## Biographie
Il est le fils d'Alex Anisi, premier ministre de la province du Sepik oriental de 1993 à 1995. Après une scolarité secondaire en école technique, Ezekiel Anisi effectue un apprentissage en mécanique des véhicules à moteur de 2008 à 2009. Il entre en politique à la suite de son père, et est élu député de la circonscription de Drekikir-Ambunti, dans le Sepik oriental, aux élections législatives de juin 2012, représentant le Parti du progrès populaire. Son élection est annulée par décision de justice en octobre, au motif qu'il n'avait que vingt-quatre ans et neuf mois au moment de son élection, en deçà de l'âge minimal de vingt-cinq ans prévu par la constitution. Tony Aimo (Parti de l'alliance nationale), arrivé deuxième, est déclaré réélu à sa place. En juillet 2013, l'élection de Tony Aimo est cassée par la Cour suprême, étant contraire au droit, et une élection partielle a lieu en décembre. Désormais suffisamment âgé, Ezekiel Anisi y prend part, et la remporte, sous les couleurs cette fois du parti Congrès national populaire. Il siège sur les bancs de la majorité parlementaire du Premier ministre Peter O'Neill.
Il meurt subitement le 24 mai 2017 à l'âge de 28 ans, durant la campagne des élections législatives. Il souffrait de problème de santé liés à son surpoids.